# Mušmulasti glog
Mušmulasti glog (azorski glog, velška mušmula, mediteranska mušmula, lat. Crataegus azarolus), vrsta u rodu gloga, mediteransko korisno drvo iz porodice ružovki.
Rasprostranjeno je po mediteranskim zemljama. Naraste do 10 metara visine. plodovi su jestivi, i sirovi i kuhani.U Italiji od plodova priređuju i liker te ondje postoje najmanje 3  uzgojne odlike ove vrste gloga.